# Кастельулі
Кастельулі́ (кат. Castellolí) - муніципалітет, розташований в Автономній області Каталонія, в Іспанії. Код муніципалітету за номенклатурою Інституту статистики Каталонії - 80636. Знаходиться у районі (кумарці) Анойя (коди району - 06 та AI) провінції Барселона, згідно з новою адміністративною реформою перебуватиме у складі Центральної баґарії (округи). 

## Населення
Населення міста (у 2007 р.) становить 468 осіб (з них менше 14 років - 16,2%, від 15 до 64 - 66,7%, понад 65 років - 17,1%). У 2006 р. народжуваність склала 8 осіб, смертність - 4 особи, зареєстровано 2 шлюби. У 2001 р. активне населення становило 217 осіб, з них безробітних - 10 осіб.

Серед осіб, які проживали на території міста у 2001 р., 407 народилися в Каталонії (з них 329 осіб у тому самому районі, або кумарці), 16 осіб приїхало з інших областей Іспанії, а 7 осіб приїхало з-за кордону. 

Університетську освіту має 16,2% усього населення. 

У 2001 р. нараховувалося 145 домогосподарств (з них 22,1% складалися з однієї особи, 20% з двох осіб,21,4% з 3 осіб, 20% з 4 осіб, 11% з 5 осіб, 3,4% з 6 осіб, 2,1% з 7 осіб, 0% з 8 осіб і 0% з 9 і більше осіб).

Активне населення міста у 2001 р. працювало у таких сферах діяльності : у сільському господарстві - 4,3%, у промисловості - 36,2%, на будівництві - 8,2% і у сфері обслуговування - 51,2%. 

 У муніципалітеті або у власному районі (кумарці) працює 105 осіб, поза районом - 158 осіб.

### Безробіття
У 2007 р. нараховувалося 12 безробітних (у 2006 р. - 14 безробітних), з них чоловіки становили 8,3%, а жінки - 91,7%.

## Економіка

### Підприємства міста

#### Промислові підприємства
| \| Промислові підприємства міста, за сферою діяльності \| Промислові підприємства міста, за сферою діяльності \| Промислові підприємства міста, за сферою діяльності \| \| Рік \| 2002 р. \| 2001 р. \| \| --------------------------------------------------- \| --------------------------------------------------- \| --------------------------------------------------- \| \| Енергетичні та водні ресурси \| 0% \| 0% \| \| Хімія та метали \| 0% \| 0% \| \| Переробка металів \| 20% \| 14,3% \| \| Продукти харчування \| 13,3% \| 14,3% \| \| Текстиль \| 26,7% \| 21,4% \| \| Виробництво меблів, видання \| 33,3% \| 42,9% \| \| Інше \| 6,7% \| 7,1% \| \| Усього підприємств \| 15 \| 14 \| |         |         |
| Промислові підприємства міста, за сферою діяльності |         |         |
| Рік | 2002 р. | 2001 р. |
| Енергетичні та водні ресурси | 0%      | 0%      |
| Хімія та метали | 0%      | 0%      |
| Переробка металів | 20%     | 14,3%   |
| Продукти харчування | 13,3%   | 14,3%   |
| Текстиль | 26,7%   | 21,4%   |
| Виробництво меблів, видання | 33,3%   | 42,9%   |
| Інше | 6,7%    | 7,1%    |
| Усього підприємств | 15      | 14      |

#### Роздрібна торгівля
| \| Підприємства роздрібної торгівлі міста, за сферою діяльності \| Підприємства роздрібної торгівлі міста, за сферою діяльності \| Підприємства роздрібної торгівлі міста, за сферою діяльності \| \| Рік \| 2002 р. \| 2001 р. \| \| ------------------------------------------------------------ \| ------------------------------------------------------------ \| ------------------------------------------------------------ \| \| Продукти харчування \| 50% \| 0% \| \| Одяг та взуття \| 0% \| 0% \| \| Товари для дому \| 0% \| 0% \| \| Книги та періодичні видання \| 0% \| 0% \| \| Промислова хімічна продукція \| 50% \| 100% \| \| Продукція, пов'язана з транспортними засобами \| 0% \| 0% \| \| Інше \| 0% \| 0% \| \| Усього підприємств \| 2 \| 1 \| |         |         |
| Підприємства роздрібної торгівлі міста, за сферою діяльності |         |         |
| Рік | 2002 р. | 2001 р. |
| Продукти харчування | 50%     | 0%      |
| Одяг та взуття | 0%      | 0%      |
| Товари для дому | 0%      | 0%      |
| Книги та періодичні видання | 0%      | 0%      |
| Промислова хімічна продукція | 50%     | 100%    |
| Продукція, пов'язана з транспортними засобами | 0%      | 0%      |
| Інше | 0%      | 0%      |
| Усього підприємств | 2       | 1       |

#### Сфера послуг
| \| Підприємства міста, що працюють у сфері послуг, за діяльністю \| Підприємства міста, що працюють у сфері послуг, за діяльністю \| Підприємства міста, що працюють у сфері послуг, за діяльністю \| \| Рік \| 2002 р. \| 2001 р. \| \| ------------------------------------------------------------- \| ------------------------------------------------------------- \| ------------------------------------------------------------- \| \| Гуртова торгівля \| 25% \| 33,3% \| \| Готелі та готельний бізнес \| 25% \| 25% \| \| Транспорт та зв'язок \| 6,2% \| 8,3% \| \| Посередницькі фінансові послуги \| 0% \| 0% \| \| Послуги підприємствам \| 12,5% \| 0% \| \| Послуги фізичним особам \| 25% \| 33,3% \| \| Нерухомість та ін. \| 6,2% \| 0% \| \| Усього підприємств \| 16 \| 12 \| |         |         |
| Підприємства міста, що працюють у сфері послуг, за діяльністю |         |         |
| Рік | 2002 р. | 2001 р. |
| Гуртова торгівля | 25%     | 33,3%   |
| Готелі та готельний бізнес | 25%     | 25%     |
| Транспорт та зв'язок | 6,2%    | 8,3%    |
| Посередницькі фінансові послуги | 0%      | 0%      |
| Послуги підприємствам | 12,5%   | 0%      |
| Послуги фізичним особам | 25%     | 33,3%   |
| Нерухомість та ін. | 6,2%    | 0%      |
| Усього підприємств | 16      | 12      |

## Житловий фонд
У 2001 р. 4,1% усіх родин (домогосподарств) мали житло метражем до 59 м2, 11,7% - від 60 до 89 м2, 29% - від 90 до 119 м2 і
55,2% - понад 120 м2.

З усіх будівель у 2001 р. 26,8% було одноповерховими, 58,3% - двоповерховими, 14,9
% - триповерховими, 0% - чотириповерховими, 0% - п'ятиповерховими, 0% - шестиповерховими,
0% - семиповерховими, 0% - з вісьмома та більше поверхами.

## Автопарк
| \| Автомобілі, зареєстровані у місті, за призначенням \| Автомобілі, зареєстровані у місті, за призначенням \| Автомобілі, зареєстровані у місті, за призначенням \| \| Рік \| 2006 р. \| 2005 р. \| \| -------------------------------------------------- \| -------------------------------------------------- \| -------------------------------------------------- \| \| Приватні автомобілі \| 52,4% \| 52,7% \| \| Мотоцикли \| 21,8% \| 20,6% \| \| Вантажівки \| 24,4% \| 24,9% \| \| Трактори \| 0% \| 0% \| \| Автобуси та ін. \| 1,4% \| 1,8% \| \| Усього автомобілів \| 500 шт. \| 490 шт. \| |         |         |
| Автомобілі, зареєстровані у місті, за призначенням |         |         |
| Рік | 2006 р. | 2005 р. |
| Приватні автомобілі | 52,4%   | 52,7%   |
| Мотоцикли | 21,8%   | 20,6%   |
| Вантажівки | 24,4%   | 24,9%   |
| Трактори | 0%      | 0%      |
| Автобуси та ін. | 1,4%    | 1,8%    |
| Усього автомобілів | 500 шт. | 490 шт. |

## Вживання каталанської мови
У 2001 р. каталанську мову у місті розуміли 99,1% усього населення (у 1996 р. - 100%), вміли говорити нею 96,5% (у 1996 р. - 
99%), вміли читати 94,3% (у 1996 р. - 96,6%), вміли писати 73
% (у 1996 р. - 67,6%). Не розуміли каталанської мови 0,9%.

## Політичні уподобання
У виборах до Парламенту Каталонії у 2006 р. взяло участь 294 особи (у 2003 р. - 318 осіб). Голоси за політичні сили розподілилися таким чином:
| \| Вибори до Парламенту Каталонії \| Вибори до Парламенту Каталонії \| Вибори до Парламенту Каталонії \| \| Рік \| 2006 р. \| 2003 р. \| \| -------------------------------------- \| ------------------------------ \| ------------------------------ \| \| Конвергенція та Єднання (CiU) \| 48,6% \| 46,2% \| \| Соціалістична партія Каталонії (PSC) \| 8,2% \| 8,2% \| \| Народна партія (PP) \| 2,4% \| 5% \| \| Ініціатива за зелену Каталонію (IC) \| 7,8% \| 3,1% \| \| Республіканська лівиця Каталонії (ERC) \| 30,3% \| 35,5% \| \| Громадянська партія (C's) \| 0,7% \| 0% \| \| Інші \| 2% \| 1,9% \| |         |         |
| Вибори до Парламенту Каталонії |         |         |
| Рік | 2006 р. | 2003 р. |
| Конвергенція та Єднання (CiU) | 48,6%   | 46,2%   |
| Соціалістична партія Каталонії (PSC) | 8,2%    | 8,2%    |
| Народна партія (PP) | 2,4%    | 5%      |
| Ініціатива за зелену Каталонію (IC) | 7,8%    | 3,1%    |
| Республіканська лівиця Каталонії (ERC) | 30,3%   | 35,5%   |
| Громадянська партія (C's) | 0,7%    | 0%      |
| Інші | 2%      | 1,9%    |

У муніципальних виборах у 2007 р. взяло участь 338 осіб (у 2003 р. - 341 особа). Голоси за політичні сили розподілилися таким чином:
| \| Муніципальні вибори \| Муніципальні вибори \| Муніципальні вибори \| \| Рік \| 2007 р. \| 2003 р. \| \| -------------------------------------- \| ------------------- \| ------------------- \| \| Конвергенція та Єднання (CiU) \| 54,4% \| 52,5% \| \| Соціалістична партія Каталонії (PSC) \| 0% \| 0% \| \| Народна партія (PP) \| 0% \| 0% \| \| Ініціатива за зелену Каталонію (IC) \| 0% \| 0% \| \| Республіканська лівиця Каталонії (ERC) \| 45,6% \| 47,5% \| \| Громадянська партія (C's) \| 0% \| 0% \| \| Інші \| 0% \| 0% \| |         |         |
| Муніципальні вибори |         |         |
| Рік | 2007 р. | 2003 р. |
| Конвергенція та Єднання (CiU) | 54,4%   | 52,5%   |
| Соціалістична партія Каталонії (PSC) | 0%      | 0%      |
| Народна партія (PP) | 0%      | 0%      |
| Ініціатива за зелену Каталонію (IC) | 0%      | 0%      |
| Республіканська лівиця Каталонії (ERC) | 45,6%   | 47,5%   |
| Громадянська партія (C's) | 0%      | 0%      |
| Інші | 0%      | 0%      |